# Russische Bookerprijs

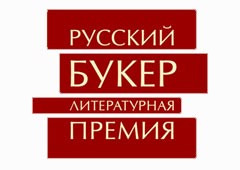
Logo

Russische Bookerprijs (Russisch: Ру́сский Бу́кер, Roesski Boeker) was tussen 1992 en 2017 een Russische literatuurprijs, die als de meest prestigieuze literaire onderscheiding van Rusland werd beschouwd.
De onderscheiding werd ingesteld op initiatief van de British Council, gemodelleerd naar de British Booker Prize en werd jaarlijks toegekend aan een roman geschreven in het Russisch, ongeacht de nationaliteit van de schrijver. Geleidelijk aan werd het beheer van de prijs aan Russische schrijvers gegeven in de persoon van de Booker-commissie, die sinds 1999 wordt geleid door een literaire criticus en criticus Igor Shaytanov. De nominaties voor de prijs werd oorspronkelijk bepaald door het bestuur, gevormd door uitgevers. Elk jaar bepaalde een jury van vijf leden (vier schrijvers, critici, filologen, het vijfde jurylid meestal een andere vorm van kunst) eerst de shortlist (van drie tot zes romans) en kondigde vervolgens de winnaar aan. Het prijsbedrag sinds 1992 is gegroeid van $ 10.000 tot $ 15.000.
Sinds 2005 werd de prijs volledig gefinancierd door het liefdadigheidsprogramma van British Petroleum. Het volgende jaar werd de premie verhoogd van 15 tot 20 duizend dollar voor de winnaar van de competitie, de overige vijf finalisten ontvangen elk duizend dollar.

## Winnaars
- 1992: Mark Charitonov
- 1993: Vladimir Makanin
- 1994: Boelat Okoedzjava
- 1995: Georgi Vladimov
- 1996: Andrej Sergejev
- 1997: Anatoli Azolski
- 1998: Aleksandr Morozov
- 1999: Michail Boetov
- 2000: Michail Sjisjkin
- 2001: Loedmila Oelitskaja
- 2002: Oleg Pavlov
- 2003: Ruben Gallego
- 2004: Vasili Aksjonov
- 2005: Denis Goetsko
- 2006: Olga Slavnikova
- 2007: Aleksandr Ilitsjevski
- 2008: Michail Jelizarov
- 2009: Jelena Tsjizjova
- 2010: Jelena Koljadina
- 2011: Aleksandr Tsjoedakov
- 2012: Andrej Dmitrijev
- 2013: Andrej Volos
- 2014: Vladimir Sjarov
- 2015: Aleksandr Snegirev
- 2016: Peter Alesjkovski
- 2017: Aleksandra Nikolajenko